# Bibliothèque de Veliko Tarnovo
La Bibliothèque populaire régionale de Veliko Tarnovo “Petko Rachov Slaveykov” (en bulgare: Регионална народна библиотека „Петко Р. Славейков“) est une bibliothèque à Veliko Tarnovo, en Bulgarie.

## Histoire
Pendant les siècles de la domination ottomane, de nombreux livres et manuscrits précieux du Deuxième État Bulgare ont été conservés dans plusieurs églises de Tarnovo. Plus tard, il y avait à Veliko Tarnovo une Ancienne bibliothèque bulgare, incendiée par des évêques grecs en 1842.
La bibliothèque de Veliko Tarnovo a été créée à l'origine comme la troisième librairie pour le pays en 1889. Le bâtiment actuel est le travail de l'architecte Angel Damianov. Le bâtiment a été renommé Bibliothèque populaire Petko Rachov Slaveikov en 1958.